# Volubilis

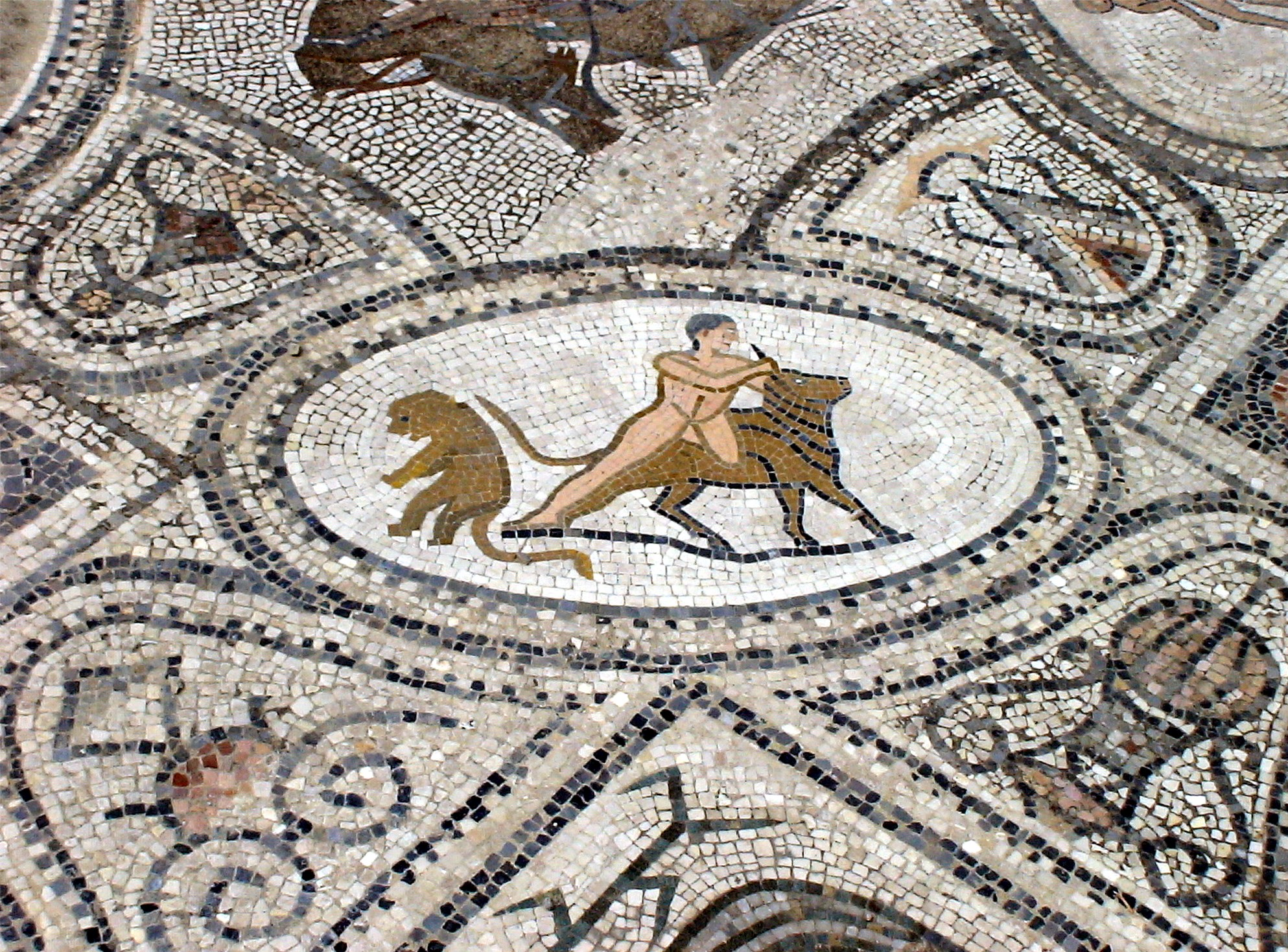
Mosaik (detalj).

Volubilis är ett fornminne i Marocko nära staden Meknès mellan Fès och Rabat.
Här finns de bäst bevarande utgrävningarna i nordvästra Afrika. 1997 blev Volubilis uppsatt på Unescos världsarvslista.
Under antiken var Volubilis en viktig romersk stad i den västligaste delen av det romerska riket. Staden byggdes omkring år 40, sannolikt på platsen där det tidigare legat en kartagisk bosättning på 300-talet f.Kr.

## Historia
Volubilis utgjorde administrativt centrum i den provins som kallades Mauretania Tingitana. Den bördiga jorden i provinsen gav många handelsvaror. Spannmål och olivolja exporterades till Rom och bidrog till provinsens välstånd och utveckling.
På 200-talet förlorade Romarriket makten i Nordafrika, men trots detta övergavs inte Volubilis. Man fortsatte faktiskt att använda latin som vardagsspråk ända fram tills de arabiska erövringarna ägde rum på 600-talet. Volubilis stod kvar ända fram till 1700-talet, då staden revs och delar av marmorn användes för byggnationer i det närliggande Meknès.
1915 påbörjade franska arkeologer utgrävningarna i Volubilis.
Historiska sevärdheter i Volubilis:
- Basilikan
- Romerska badet (thermae)
- Jupitertemplet
- Kapitolium
- Triumfbågen
- Mosaik
- Spannmålsmagasin